# Macrodema micropterum
Macrodema micropterum är en insektsart som först beskrevs av Curtis 1836.  Macrodema micropterum ingår i släktet Macrodema, och familjen fröskinnbaggar. Arten är reproducerande i Sverige.